# Yinan
Yinan är ett härad i Shandong-provinsen i nordöstra Kina.
Ortens namn betyder "söder om Yifloden".

## Kulturminnen
Beizhaigravarna (Beizhai muqun, 北寨墓群) uppfördes 2001  på Folkrepubliken Kinas lista över kulturminnen.

## Administrativ indelning
Köpingar:
- Jiehu (界湖镇), Andi (岸堤镇), Sunzu (孙祖镇), Shuanghou (双堠镇), Qingtuo (青驼镇), Zhangzhuang (张庄镇), Zhuanbu (砖埠镇), Gegou (葛沟镇), Yangjiapo (杨家坡镇), Dazhuang (大庄镇), Xinji (辛集镇), Puwang (蒲汪镇), Hutou (湖头镇), Sucun (苏村镇), Tongjing (铜井镇)

Socken:
- Yiwen (依汶镇)

## Kända personer från orten
- Chen Guangcheng (född 1971), kinesisk dissident.
- Yan Zhenqing (709-785), statsman och kalligraf under Tangdynastin;
- Zhuge Liang (181 - 234 f.Kr.), strateg under De tre kungadömena.